# Sincennes (canton)
Pour les articles homonymes, voir Sincennes.
Le canton Sincennes est situé dans le territoire non-organisé du Lac-Normand, dans la Municipalité régionale de comté (MRC) de Mékinac, en Mauricie, en la province de Québec, au Canada. Ce canton inhabité a été constitué le 18 décembre 1965 par le Gouvernement du Québec. Le territoire du Canton Sincennes a une vocation forestière et récréo-touristique notamment la chasse, la pêche, les sports nautiques, les VTT, les autoneiges... Historiquement, la coupe du bois a été le moteur de l'économie de la région.

## Géographie
Le canton Sincennes couvre 32 375 hectares. Ce territoire est situé entre la ville de La Tuque et Parent.
Les lacs Sincennes et Mondonac sont les principaux lacs du canton. Le plus haut sommet du canton s'élève à 563 m. Le canton fait partie du sous-bassin hydrographique de la rivière Manouane (La Tuque) qui coule vers l'est en Haute-Mauricie. Cette dernière rivière est reliée au réseau hydrographique de la rivière Saint-Maurice. Des routes secondaires permettent l'accès aux divers étendues d'eau du canton.

## Toponymie
La désignation de canton rend hommage à Jacques-Félix Sincennes (1818-1876), homme d'affaires dont les ancêtres sont d'origine acadienne. Il est né à Deschambault au sud-ouest de la ville de Québec. Il a été député conservateur du comté de Richelieu sous l'Union (1858-1861). Cet homme d'affaires est surtout connu comme cofondateur d'une compagnie de touage maritime (Sincennes-MacNaughton Line) et administrateur de la compagnie du Richelieu. En 1875, il crée, avec un compétiteur, la compagnie de navigation du Richelieu et de l'Ontario qui deviendra la Canada Steamship Lines en 1913. Les Acadiens du nom de Sincennes, ou Saincennes, sont originaires notamment de Saint-Seine-l'Abbaye, village bourguignon où un saint homme du nom de Seine a fondé un monastère dès le VIe siècle, non loin des sources de la Seine, le célèbre fleuve français,.
Le toponyme "Canton Sincennes" a été inscrit le 5 décembre 1968 au registre des noms de lieux de la Commission de toponymie du Québec.